# Songs of Silence
Songs of Silence è il primo album live del gruppo musicale finlandese Sonata Arctica, uscito nel 2002.

## Il disco
Registrato allo Shibuya On Air di Tokyo, presenta tracce dei due precedenti album (Ecliptica e Silence). Il genere è sempre il power metal, caratterizzato da molti elementi melodici.
La copertina, disegnata da Janne Pitkänen, mostra un uomo piuttosto anziano, vestito nel caratteristico costume blu che caratterizza altre delle loro copertine, seduto all'aperto.
Sullo sfondo un paesaggio montano con due lupi ed un corvo, riferimento alla canzone Wolf & Raven (Il lupo ed il corvo).

## Tracce
Testi e musiche di Tony Kakko.
1. Intro – 1:11
2. Weballergy – 4:25
3. Kingdom For A Heart – 4:10
4. Sing In Silence – 3:50
5. False News Travel Fast – 5:20
6. Last Drop Falls – 5:15
7. Respect The Wilderness – 4:03
8. FullMoon – 5:24
9. The End Of This Chapter – 6:01
10. The Power Of One – 9:35 – Traccia bonus nell'edizione giapponese e coreana
11. Replica – 5:12
12. My Land – 5:02
13. Black Sheep – 4:08
14. Wolf & Raven – 6:09

CD bonus nell'edizione giapponese e coreana
1. Blank File – 4:34
2. Land Of The Free – 4:54
3. PeaceMaker – 3:28

## Formazione
- Tony Kakko - voce
- Jani Liimatainen - chitarra
- Tommy Portimo - batteria
- Marko Paasikoski - basso
- Mikko Härkin - tastiera